# Oliver Twist (1922)
Oliver Twist ist eine US-amerikanische Stummfilm-Adaption des berühmten, gleichnamigen Charles-Dickens-Romans (1837–39) aus dem Jahre 1922 von Frank Lloyd mit Jackie Coogan (Charlie Chaplins The Kid aus dem Vorjahr) in der Titelrolle. Als schurkischer Bandenanführer Fagin ist Lon Chaney senior zu sehen, „der Mann mit den 1000 Gesichtern“.

## Handlung
England in den 1830er Jahren: In einem ländlichen Armenhaus stirbt eine noch sehr junge Frau bei der Geburt ihres Kindes. Der Junge erhält von dem grausamen Pfarrer Mr. Bumble, der ihn zunächst in seine Obhut übernimmt, den Namen Oliver Twist. Der Waisenjunge wird schlecht behandelt und erhält kaum etwas zu essen. Als der kleine Oliver dagegen revoltiert, wird er an Mr. Sowerberry weitergereicht, einen gefühllosen und brutalen Bestatter, der den Jungen so schlecht behandelt, dass dieser eines Tages davonläuft und nach London geht, um dort sein Glück zu versuchen. Kurz darauf wird Mr. Bumble von einem mysteriösen Mann namens Monks zu sich zitiert, der sich nach Oliver erkundigt. Ein goldenes Medaillon aus dem Besitz der früh verstorbenen Mutter gibt Zeugnis davon ab, dass Oliver in Wahrheit einer guten und recht wohlhabenden Familie zu entstammen scheint. Nach dieser Begegnung macht sich Monks, der in Wahrheit Edward Leeford heißt und ein höchst persönliches Interesse hat, dass die wahre Identität Olivers niemals ans Tageslicht kommt, nach London auf, um nach Oliver Twist zu suchen.
Auf dem Weg in die englische Hauptstadt freundet sich Oliver mit einem großspurigen Straßenjungen namens Artful Dodger an. Der bietet ihm einen Schlafplatz in einem Haus an, das sich in einem der schmutzigsten Londoner Slums befindet. Artful Dodger haust hier mit mehreren anderen Jungen, die ebenfalls heimat- oder elternlos sind. „Behütet“ werden die Jungs von einem bärtigen Finsterling namens Fagin, einer ebenso skrupellosen wie verschlagenen und listigen Type. Dieser „Wohltäter“, als den Oliver Fagin zunächst sieht, ist lediglich ein Krimineller, der „seine“ Jungs für sich und seinen nicht minder widerlichen Kumpel Bill Sikes stehlen und rauben lässt. Fagin führt Oliver so in die Welt der Kriminalität ein, und dieser beweist dabei großes Geschick. Oliver lernt bald darauf Nancy kennen, die Prostituierten-Geliebte von Sikes. Die findet rasch Gefallen an Oliver. Schließlich wird Oliver bei seinem ersten professionellen Taschendiebstahl erwischt, obwohl es Artful Dodger und ein anderer Junge waren, die lange Finger gemacht haben. Bei dem nachfolgenden Prozess zeigt das Opfer, der freundliche alte Mr. Brownlow, jedoch Mitleid mit dem Jungen und sorgt dafür, dass er die Obhut über Twist bekommt.
In Mr. Brownlows Haus, das in einem der guten Viertel Londons liegt, erlebt Oliver zum ersten Mal in seinem Leben eine freundliche Behandlung und Mitmenschlichkeit. Fagin und Sikes spüren ihn aus Angst, von Oliver bei der Polizei wegen ihrer Schurkereien verpfiffen zu werden, auf und entführen ihn mit Nancys Hilfe. Der nach Oliver suchende Monks stöbert diesen in Fagins Versteck auf. Der Mann hat großes Interesse daran, dass das Geheimnis um Olivers Abstammung bewahrt bleibt, und heuert die beiden Schurken Fagin und Sikes an, Oliver weiterhin bei sich zu halten. Nancy, die ihre Teilnahme an Olivers Entführung zutiefst bereut, erfährt davon und arrangiert unter Lebensgefahr an der London Bridge eine Begegnung Olivers mit dem gütigen Mr. Brownlow.
Der erfährt dadurch, dass Monks bezüglich Oliver nichts Gutes im Schilde führt. Informiert. Nancy und Brownlow beschließen, Oliver aus den Fängen der Bande zu retten. Ihre Bemühungen werden jedoch von Fagin und Sikes entdeckt, der daraufhin Nancy brutal ermordet. Es kommt zu einer aberwitzigen Verfolgungsjagd über den Dächern von London, bei der sich Sikes unbeabsichtigterweise selbst erhängt, während Fagin von der Polizei festgenommen wird. Oliver kehrt in die Obhut von Mr. Brownlow, der Monks aufspürt, zurück. Monks gesteht, dass Oliver sein lange verlorener Halbbruder und der wahre Erbe eines riesigen Vermögens ist, das sein verstorbener Vater hinterlassen hat. Während Leeford alias Monks als Tunichtgut vom gemeinsamen Vater mit einem Erb-Pflichtteil abgespeist werden sollte, galt Oliver als Lieblingssohn des verstorbenen Vaters und sollte dessen Haupterbe werden, wenn er sich bis zum 21. Lebensjahr nichts zuschulde kommen lassen würde. Oliver vergibt seinem Halbbruder und überredet seinen neuen Vormund Mr. Brownlow, Monks nicht der Polizei zu übergeben. Endlich hat Oliver das gefunden, was er sich immer am sehnlichsten gewünscht hatte: Ein Zuhause mit viel Liebe und Geborgenheit.

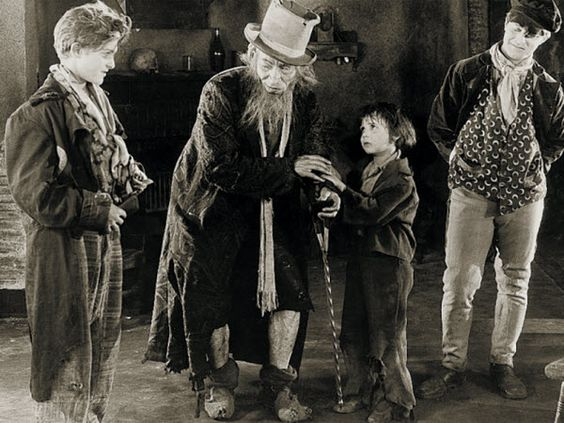
Oliver Twist (Jackie Coogan, 2.v.r.) muss für Fagin (Lon Chaney, 2 v.l.) und seine Bande stehlen gehen

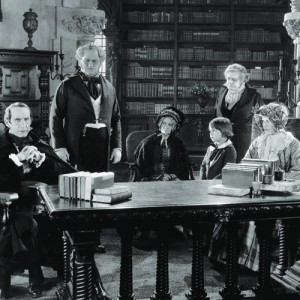
Oliver Twist (3.v.r.) im Kreis seiner Retter und Wohltäter

## Produktionsnotizen
Oliver Twist entstand zwischen Ende März und Anfang Juni 1922 und wurde am 30. Oktober 1922 in New York uraufgeführt. In Österreich lief der Film am 19. Mai 1923 an, in Deutschland erst 1924 (der Film passierte die Reichsfilmzensur am 24. Januar in einer Länge von 2002 Metern).
Stephen Goosson entwarf die umfangreichen altenglischen Filmbauten, Walter J. Israel die Kostüme.

## Wissenswertes
Der Film galt als verschollen, bis 1973 in Jugoslawien eine Kopie, allerdings ohne Zwischentitel, auftauchte. Der Streifen wurde anschließend in den USA mit Hilfe Coogans und des Produzenten Sol Lesser restauriert.

## Kritiken
Vor allem die Kritiken im deutschsprachigen Raum waren voll des Lobes über diese Romanverfilmung. Nachfolgend drei Beispiele:
Im Wiener Kino-Journal hieß es: „Das grandiose Spiel des Wunderkindes im besten Sinne des Wortes, Jackie Coogan, gewährt wie immer einen ganz besonderen Genuß und bringt die interessante Handlung zur vollen Wirkung.“
Paimann’s Filmlisten resümierte: „Das Sujet ist sehr realistisch gehalten und durchgehend packend gestaltet, die Darstellung ausgezeichnet, insbesondere Jackie Coogan, welcher eine selten rührende Kindergestalt von unnachahmlicher Natürlichkeit schuf. Das Milieu … unterstreicht deren Geschehnisse wirkungsvoll.“
Wiens Filmbote meinte: „Jackie Coogan spielt die Rolle des Oliver, spielt sie mit der ganzen ergreifenden Meisterschaft seines bewundernswerten Talents, d.h. spielt nicht — lebt!“